# Vörös József (plébános, 1761–1836)
Vörös József (Magyarbél, Pozsony vármegye, 1761. január 25. – Vásárút, 1836. június 2.) római katolikus plébános, alesperes, Komárom vármegye és az érseki szék táblabírája.

## Élete
A teologiát előbb Budán, majd 1784. június 1-től Pozsonyban hallgatta. Előbb káplán volt Tarnócon, utána 1787-től Bajtán, majd 1797-ben plébános lett Vásárúton, később pedig kinevezték kerületi alesperesnek. A vásárúti iskola igazgatója is volt és heti két alkalommal vagy ő vagy a káptalan ellenőrizte az iskolamester munkáját.

## Munkája
- Királyi szíve szent Istvánnak, magyarok első keresztény királyának és apostolának, mellyet a nemes magyar nemzet jeles ünneplése alkalmatosságával elő adatott Bécsben... Bécs, 1819.